# Jane Webb

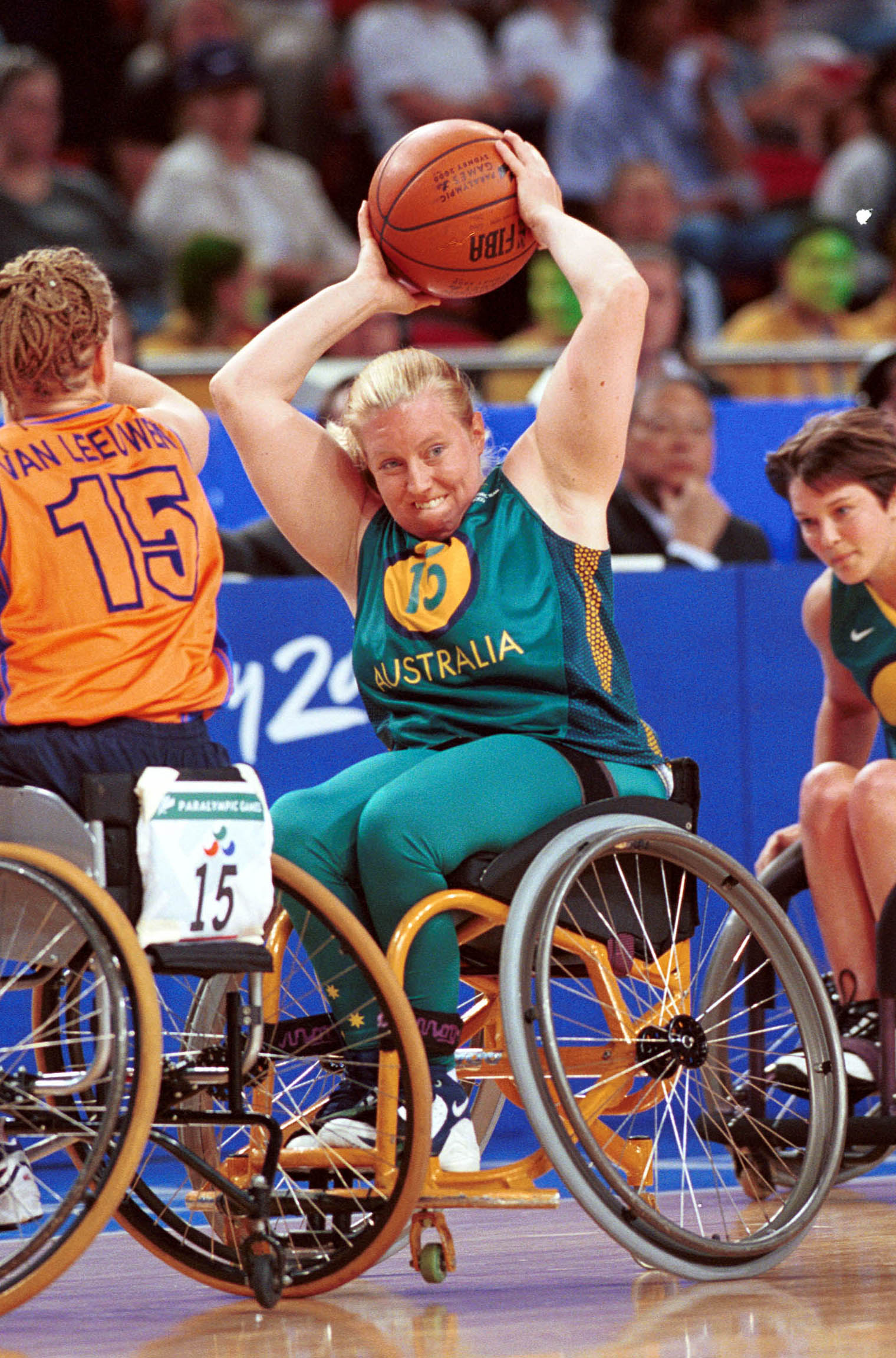
Jane Webb con el balón durante un partido en los Juegos Paralímpicos de Sídney 2000.

Jane Webb (Hobart, Australia, 19 de junio de 1972) es una jugadora australiana de baloncesto en silla de ruedas que ha ganado dos medallas en tres Juegos Paralímpicos de 1996 a 2004.

## Vida personal
Webb nació en Hobart el 19 de junio de 1972. Compitió en carreras y jugó al netball antes de un accidente a la edad de nueve años, cuando se cayó de un árbol y aterrizó en una raíz de árbol expuesta, rompiéndose la espalda. Trabaja como consultora para Westpac y vive en Sídney. Estuvo casada con el baloncestista en silla de ruedas Troy Sachs y la pareja tuvo una hija.

## Carrera deportiva
Es una jugadora de 3 puntos, representó por primera vez a Australia en el equipo nacional de baloncesto en silla de ruedas en los Juegos FESPIC de 1989. Compitió en las Copas de Oro de 1990 y 1994, recibiendo una medalla de bronce en este último evento, y en los Juegos FESPIC de 1994. Sus primeros Juegos Paralímpicos fueron los Juegos de Atlanta de 1996, donde su equipo quedó en cuarto lugar, y ganó una medalla de bronce con su equipo en la Copa de Oro de 1998. Ganó medallas de plata con su equipo en los Juegos Paralímpicos de Sídney 2000 y Juegos Paralímpicos de Atenas 2004. Ha jugado para los West Sydney Razorbacks y, más recientemente, para los Stacks Goudkamp Bears (anteriormente los North Sydney Bears).